# Енциклопедія Брокгауз
Енциклопедія Брокгауз (нім. Brockhaus Enzyklopädie) — німецька багатотомна універсальна енциклопедія, що видається з початку XIX століття. Хоча в різні роки вона виходила під різними назвами, загальна неофіційна назва лишається незмінною — «Брокгауз». Енциклопедія випускається видавництвом «F. A. Brockhaus», заснованим Ф. А. Брокгаузом (згодом — «Bibliographisches Institut & FA Brockhaus AG»).
Однією з основних особливостей енциклопедії є те, що для неї характерні не статті-огляди, а статті-довідки, що дозволяло включати у видання стандартного для енциклопедій формату до 200—300 тисяч статей.
Брокгауз є останньою з чотирьох універсальних енциклопедій світового рівня німецькою мовою після припинення випуску «Енциклопедичного Лексикону Маєра» (нім. Meyers Konversations-Lexikon) в 1984 році, «Універсального Лексикону Пірера» (нім. Universal-Lexikon der Gegenwart und Vergangenheit) наприкінці XIX століття і «Енциклопедичного Лексикону Гердера» (нім. Herders Conversations-Lexikon) в 1960-х роках.

## Історія створення

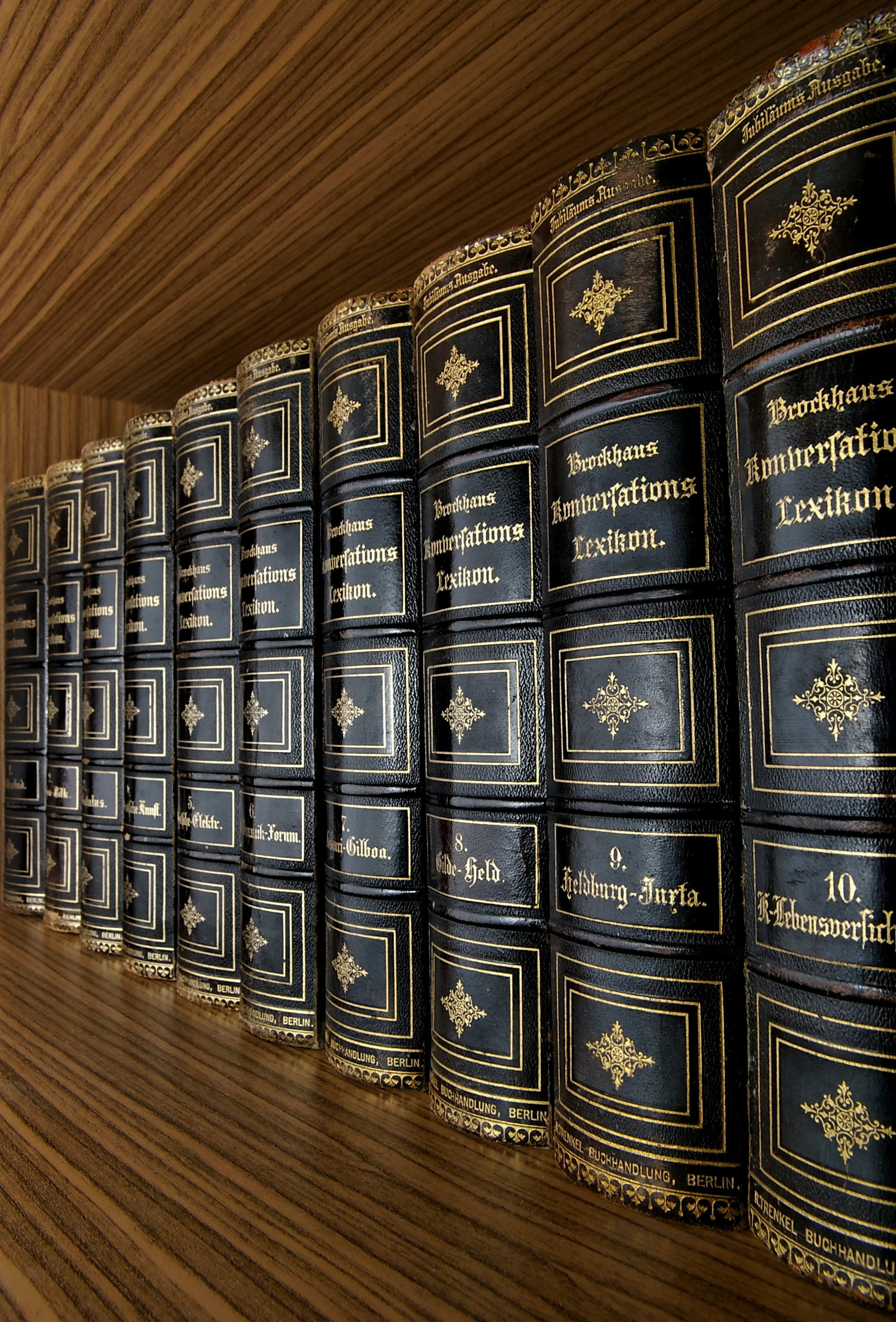
Корінці кількох томів 14-го видання (1895).

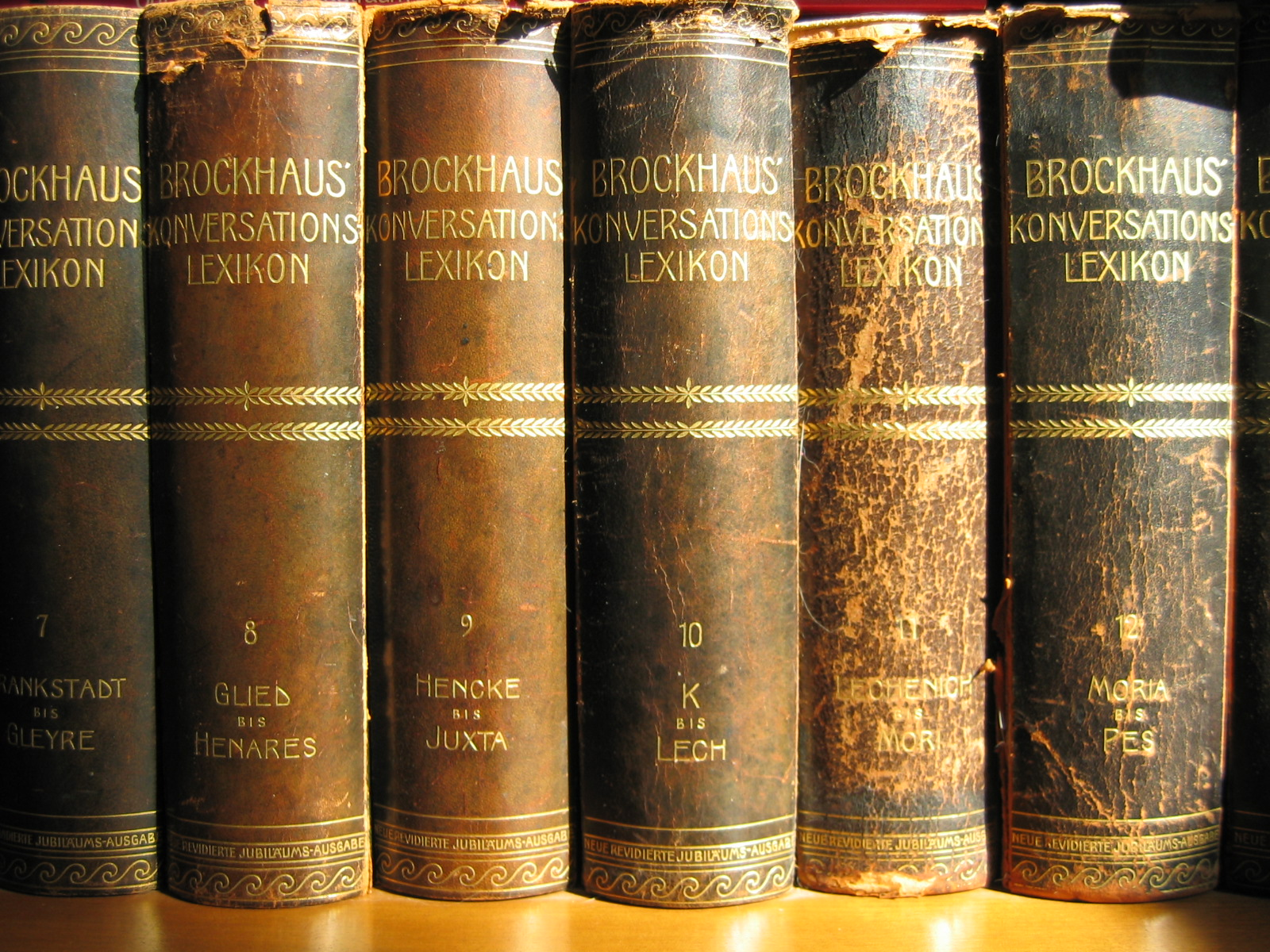
Корінці кількох томів одного з перевидань 14-го видання (1910).

Історія енциклопедії починається з 1796 року, коли в Лейпцигу почав виходити «Енциклопедичний словник із визначною увагою до теперішніх часів» (нім. Conversations-Lexikon mit vorzüglicher Rücksicht auf die gegenwärtigen Zeiten) під редакцією доктора  Ренатуса Ґоттгельфа Льобеля (1767–1799). «Словник …» включав статті по географічній і історичній тематиці, біографії, статті з міфології, філософії, природознавства та інші. Тома 1—4 (від A до R; видання «Leipzig: FA Leupold») вийшли в 1796–1800 роках, том 5 (видання «Leipzig: JC Werther») з'явився в 1806 році.
В 1808 році Ф. А. Брокгауз викупив у збанкрутілого видавця за 1800 талерів на Лейпцизькому книжковому ярмарку право видання «Словника …» і завершив його випуск до 1811 року, додавши до спочатку запланованих шести ще два томи доповнень (перший — видання «Amsterdam: F. A. Brockhaus»; другий — видання «Leipzig: F. A. Brockhaus»). Редактором останнього, шостого, тому був запрошений Крістіан Вільгельм Франке (нім. Christian Wilhelm Franke). Зрозумівши важливість цього підприємства, 1812 року Брокгауз розпочав працювати над другим виданням енциклопедії (в 10 томах), з відповідними змінами та доповненнями, взявши додатково на себе роль редактора енциклопедії. Вже це, друге, видання отримало загальне визнання.
В 1814 році, паралельно з другим, почався випуск третього видання, яке так само, як і попереднє, редагував сам Брокгауз. Обидва видання були завершені до 1819 року. У випуску четвертого і п'ятого видання Брокгаузу допомагали доктор Людвіг Гайн (нім. Ludwig Hain), потім професор Ф. Гассе (нім. F. C. Hasse). Після смерті Брокгауза в 1823 році видання продовжили його сини — Фрідріх і Генріх Брокгаузи, які виконали спільно з Гассе роботу над шостим і сьомим виданнями енциклопедії. Редактором восьмого і дев'ятого видань був доктор Карл Август Еспе (нім. Karl August Espe). 1839 року до енциклопедії був доданий покажчик (нім. Universal-Register).
Доктор Август Куртцель (нім. August Kurtzel) і Оскар Пільц (нім. Oskar Pilz) редагували десяте видання (в роботі також брав участь Генріх-Едуард Брокгауз (нім. Heinrich Edward Brockhaus)); в роботі над одинадцятим виданням взяв участь Генріх-Рудольф Брокгауз (нім. Heinrich Rudolf Brockhaus). Після смерті в 1871 році Куртцеля редакторами енциклопедії стали доктори Густав Штокманн (нім. Gustav Stockmann) і Карл Віпперманн (нім. Karl Wippermann).
Підготовку п'ятнадцятого видання, що отримав неофіційну назву «Веймарський Брокгауз» (нім. Weimarer Brockhaus), перервала Перша світова війна, і роботи по ньому почалися тільки в 1925 році. У комплект видання також входив атлас (копій якого у наш час практично не залишилося) з картами розміром у повну сторінку і повнокольоровими вклейками. Весь текст набраний готичним шрифтом, а іноземні слова — антиквою; власне процес набору відбувався на рядконабірних відливальних машинах. Хоча в ідеологічному плані редакція відчувала сильний тиск нацистської ідеології (що особливо проявилося в останніх двох томах), за деякими винятками якість матеріалів була досить високою.
Передбачалося, що друга редакція п'ятнадцятого, «великонімецього», видання (нім. großdeutsche Ausgabe) буде повністю написана з пронацистських позицій, однак, реалізації планів видавництва завадила Друга світова війна. 1939 року вийшов лише один том, а в наступному році робота над виданням була зупинена.
Після закінчення Другої світової війни видавництво, що випускало «Брокгауз», розділилося на дві частини — народне видавництво «Brockhaus» в НДР і фірма «F. A. Brockhaus» у ФРН. Подальшу роботу над енциклопедією продовжило видавництво «F. A. Brockhaus», з 1984 року — «Bibliographisches Institut & FA Brockhaus AG».
Останнє, двадцять перше, видання стало найбільшою друкованою німецькою енциклопедією: воно містить близько 300 тис. статей і понад 40 тис. карт, схем і таблиць, розташованих на 24,5 тис. сторінках. Над створенням енциклопедії з літа 2003 року працювали 70 редакторів і понад 1000 авторів статей. Перші томи почали виходити восени 2005 року; до вересня 2006 року були повністю надруковані всі 30 томів. Цікавим фактом підготовки видання виявилося те, що ліцензійні витрати на ілюстрації перевищили вартість оплати всіх робіт над текстом енциклопедії.
У лютому 2008 року видавництво оголосило про те, що у зв'язку з низькими продажами двадцять першого видання (у тому числі через високу ціну — 2 670 євро), воно планує більше не видавати енциклопедію в паперовому вигляді, а зробити безкоштовною і розмістити на сайті, показ реклами на якому стане основним джерелом прибутку. Однак вже до квітня було оголошено про скасування цього, а також про те, що, ймовірно, «двадцять друге видання нашого словника все-таки відбудеться». Наприкінці 2008 року стало відомо про те, що права на видання енциклопедії переходять до компанії «Bertelsmann», а попередній власник продовжить видавати словники під маркою «Дуден».
У червні 2013 року «Bertelsmann» оголосив про плани припинення розповсюдження паперової версії енциклопедії з 2014 року, а електронної версії — з 2020 року. При цьому розглядається питання про долю самої торгової марки «Брокгауз» — «доброї марки», на думку власника. У серпні 2014 року продажі друкованих видань були припинені, проте редакційне оновлення електронної версії енциклопедії буде тривати протягом невизначеного часу.

### Електронні версії
У листопаді 2002 року «Брокгауз» був вперше випущений в електронному вигляді — на двох CD і одному DVD-диску. Ця версія, заснована на двадцятому виданні енциклопедії, налічувала 260 тис. статей і 14,5 тис. ілюстрацій і коштувала понад 1000 євро. Електронна версія, що вийшла в листопаді 2005 року на двох DVD-дисках і USB-накопичувачі (вартістю 1500 євро), заснована на двадцять першому виданні енциклопедії та містить 260 тис. статей, 25 тис. зображень, 280 відеофайлів і 3000 аудіофайлів. Додатково в її комплект входили тривимірний анатомічний атлас, енциклопедія для студентів, англо-німецький словник і комп'ютерний планетарій. Електронна версія енциклопедії, випущена в 2008 році, в цілому повторює склад і вміст версії 2005 року.
В останні роки реалізовано декілька проєктів із оцифрування перших видань «Брокгауза»: зокрема, доступні для читання перше і чотирнадцяте видання енциклопедії.

### Видання малого та середнього обсягу
Крім видання «великого» «Брокгауза», виходили і декілька серій малого та середнього обсягу, матеріал у яких оснований на його даних. Останніми є наступні видання:
- «Брокгауз в п'ятнадцяти томах» (нім. Der Brockhaus in fünfzehn Bänden), друге видання, 7200 с, 140 тис. визначень (2002);
- «Брокгауз в десяти томах» (нім. Brockhaus in zehn Bänden), перше видання, +7360 с, 150 тис. визначень (2004);
- «Брокгауз в п'яти томах» (нім. Der Brockhaus in fünf Bänden), десяте видання, 5 472 с, 125 тис. визначень (2004);
- «Брокгауз у трьох томах» (нім. Der Brockhaus in drei Bänden), четверте видання, 2592 с, 80 тис. визначень (2006).

У попередні роки виходили і інші серії аналогічних видань:
- «Новий Брокгауз. Енциклопедія в чотирьох томах» (нім. «Der Neue Brockhaus. Allbuch in vier Bänden»), 4 томи, 1936—1938;
- «Новий Брокгауз», 5 томів, 1958—1960 (1 доп. Тому, 1964);
- «Малий Брокгауз» (нім. «Der Kleine Brockhaus»), 2 томи, 1961—1962;
- «Народний Брокгауз» (нім. «Der Volks-Brockhaus»), 1959.

## Вплив на культуру

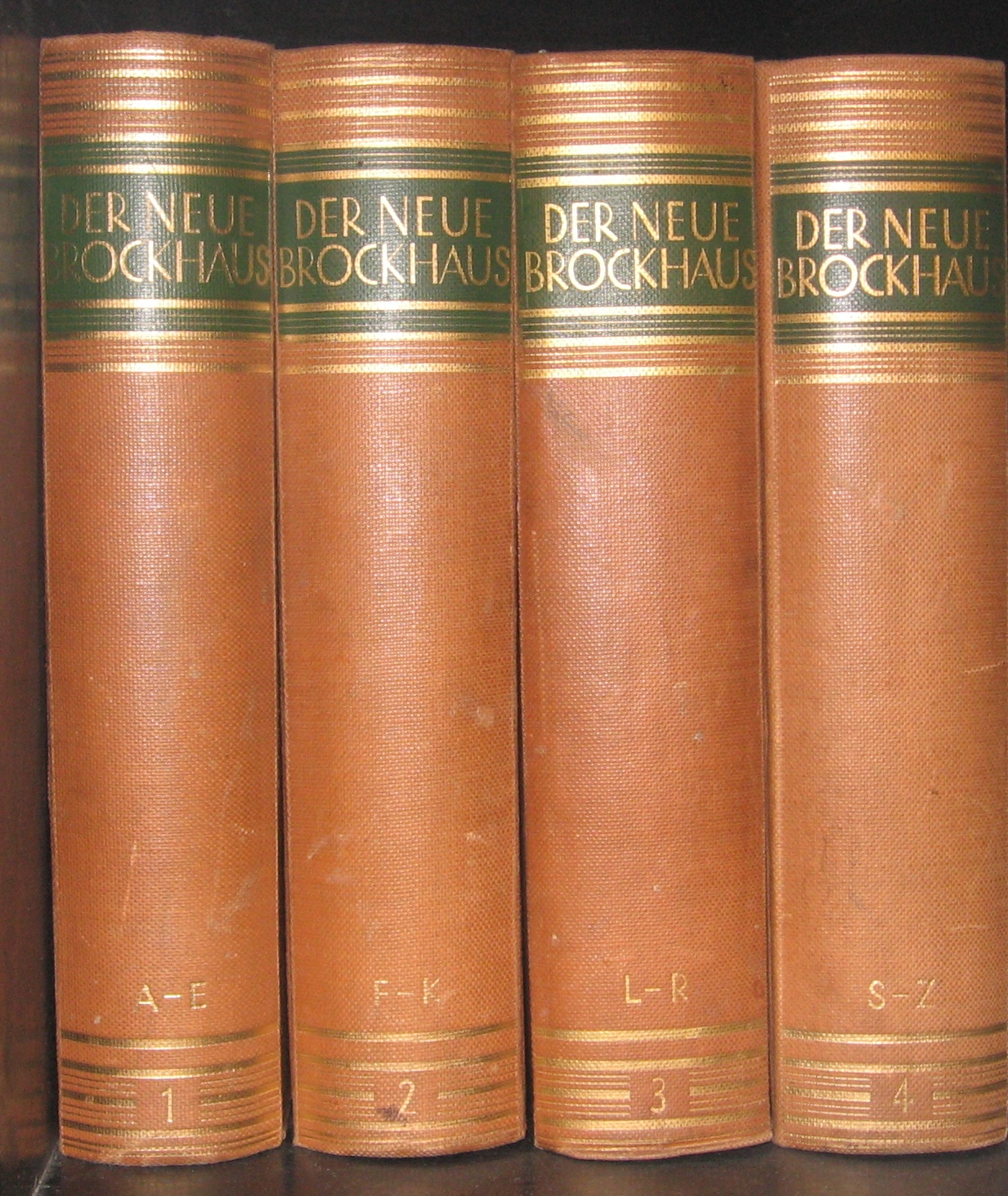
Корінці всіх томів «Нового Брокгауза» (1936—1938).

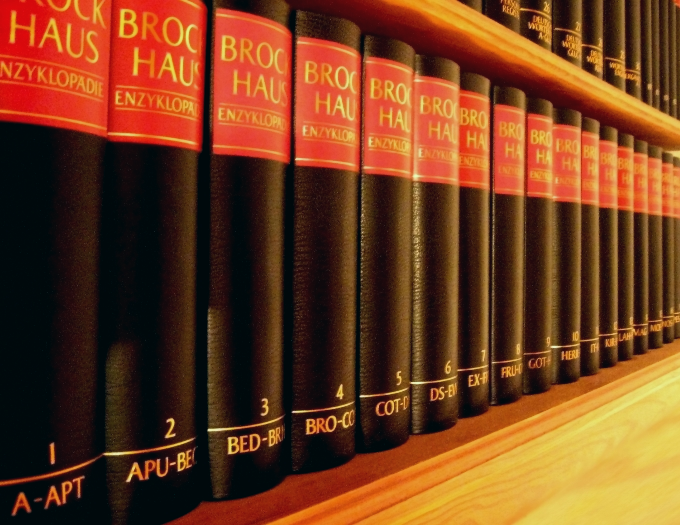
Корінці кількох томів 19-го видання (1986—1994).

Енциклопедія завоювала широку популярність, оскільки розповідала про результати відкриттів і досліджень в простій і доступній формі без зайвих подробиць. Багато видавців в усьому світі згодом запозичили цей підхід до створення енциклопедій. Приміром, сьоме видання «Брокгауза» лягло в основу енциклопедії «Американа» (1829—1833) — першої значної американської енциклопедії, а тринадцяте було першоосновою для Енциклопедичного словника Брокгауза і Єфрона. За образом Брокгауза були також побудовані голландська («Winkler Prins Geïllustreerde Encyclopaedie») і шведська («Svenskt Konversations-Lexicon») енциклопедії. Енциклопедія Британіка одинадцятого видання каже про це: «Ніяка інша робота довідкового характеру не є кориснішою та успішнішою, не копіюється, наслідується або переказується більше, ніж енциклопедія Брокгауза».
Про якість енциклопедії говорять наступне:

Енциклопедичний словник Брокгауза був зразковим виданням подібного роду: відмінно оформлений, сумлінно підготовлений в науковому та редакційному відношенні. Мільйони читачів оцінили і громадську позицію Брокгауза, який абсолютно виключив зі словника політичні та корпоративні оцінки, керуючись однією вимогою: все має бути описано і пояснено однаково ясно і добросовісно.

Однак, згідно з дослідженням журналу «Stern», проведеним наприкінці 2007 року, 43 з 50 випадково відібраних статей із німецького розділу Вікіпедії були якісно кращі, ніж аналогічні статті в енциклопедії Брокгауза. При цьому оцінювалися точність і повнота статей, оперативність оновлення інформації та простота читання.

## Принципи видання та оформлення

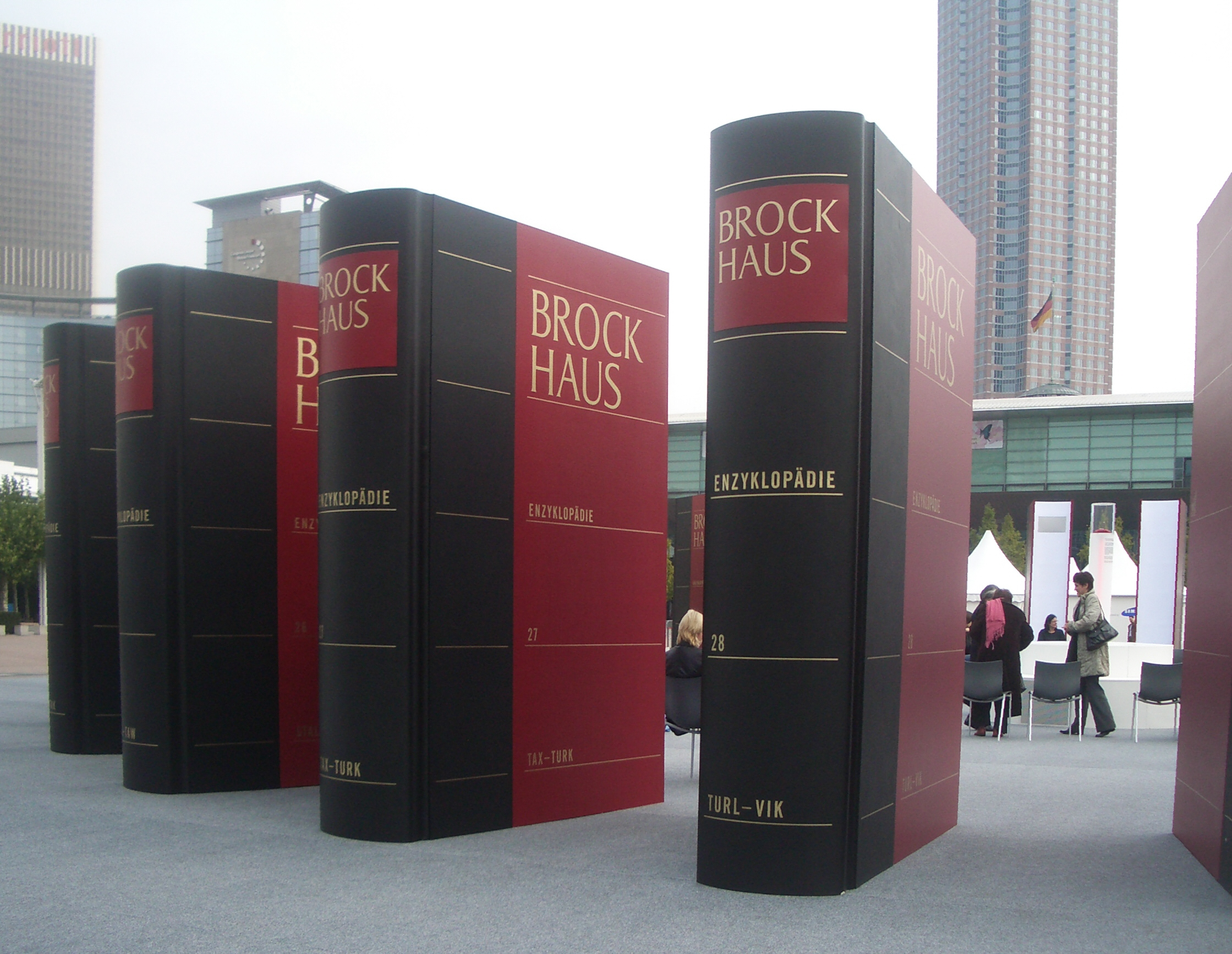
Загальний вигляд корінців томів 21-го видання на Франкфуртському книжковому ярмарку (2005).

Оскільки енциклопедія повинна служити багато років, велике значення відіграє не тільки зовнішній вигляд томів, але і якість верстки і зручність користування. Вже в 1824 році була введена двоколонкова верстка, що значно полегшує читання, а потім розпочато використання зовнішніх полів сторінки під ілюстрації, що стало новинкою в друкарській справі. З метою підвищення довговічності томів при виконанні палітурок замість шиття нитками стало застосовуватися шиття металічним дротом.
Основна частина томів кожного видання не оновлювалася близько десяти років, тому практично з самого початку випуску енциклопедії до кожного з них створювалися додаткові томи (нім. Supplementbände) з оновленими даними. У виданнях, починаючи з п'ятнадцятого, в додаткові томи було вирішено виносити мовні словники і атласи.
Для багатих читачів деякі видання виходили в шкіряних палітурках, наприклад, сімнадцяте (у зеленій або коричневій шкірі) і вісімнадцяте. Спеціальні («deluxe») версії дев'ятнадцятого і двадцять першого видань вийшли в палітурках, оформлених, відповідно, архітектором і художником Фріденсрайхом Гундертвассером і актором Арміном Мюллер-Шталем. Двадцяте видання оформив художник і актор Андре Геллер (в корінець кожного тому він помістив невелике прозоре віконце з яким-небудь предметом за ним, що «втілює» цей том).

## Список видань
| № видання | Назва                           | Місце видання       | Роки видання основних томів | Кількість основних томів і сторінок в них | Роки видання додаткових томів | Кількість додаткових томів і сторінок в них | Кількість статей | Кількість ілюстрацій |
| --------- | ------------------------------- | ------------------- | --------------------------- | ----------------------------------------- | ----------------------------- | ------------------------------------------- | ---------------- | -------------------- |
| 1         | Conversationslexicon            | Амстердам і Лейпциг | 1796-1808                   | 6 (2762 с.)                               | 1809-1811                     | 2                                           |                  |                      |
| 2         | Conversations-Lexikon           |                     | 1812-1819                   | 10                                        | —                             | —                                           |                  |                      |
| 3         | Conversations-Lexicon           |                     | 1814-1819                   | 10                                        | —                             | —                                           |                  |                      |
| 4         | Hand-Enzyclopädie               | Лейпциг             | 1817-1819                   | 10                                        | 1818                          | 1                                           |                  |                      |
| 5         | Real-Encyclopädie               | Лейпциг             | 1819-1820                   | 10                                        | 1819-1820                     | 1                                           |                  |                      |
| 6         | Real-Encyclopädie               | Лейпциг             | 1824                        | 10                                        | 1822-1826                     | 1 + 2 з «Нової серії» (кожен в 2-х чч.)     |                  |                      |
| 7         | Real-Encyclopädie               | Лейпциг             | 1827                        | 12 (10489 с.)                             | +1829                         | 1                                           |                  |                      |
| 7         | Real-Encyclopädie               | Лейпциг             | 1830                        | 12 (10489 с.)                             | —                             | —                                           |                  |                      |
| 8         | Real-Encyclopädie               | Лейпциг             | 1833-1837                   | 12 (10689 с.)                             | 1839                          | покажчик (242 с.)                           |                  |                      |
| 9         | Real-Encyclopädie               | Лейпциг             | 1843-1848                   | 15 (11470 с.)                             | —                             | —                                           |                  |                      |
| 10        | Real-Encyclopädie               | Лейпциг             | 1851-1855                   | 15 (12564 с.)                             | —                             | —                                           |                  |                      |
| 11        | Real-Encyclopädie               | Лейпциг             | 1864-1868                   | 15 (13366 с.)                             | 1871-1873                     | 2 (1764 с.) Покажчик (136 с.)               | 50000            |                      |
| 12        | Conversations-Lexikon           | Лейпциг             | 1875-1879                   | 15                                        | —                             | —                                           |                  |                      |
| 13        | Brockhaus Conversations-Lexikon | Лейпциг             | 1882-1887                   | 16                                        | 1887                          | 1                                           |                  |                      |
| 14        | Brockhaus Konversations-Lexikon | Лейпциг             | 1893-1895                   | 16                                        | 1897                          | 1                                           |                  |                      |
| 14        | Brockhaus Konversations-Lexikon | Лейпциг             | 1898                        | 17                                        | —                             | —                                           |                  |                      |
| 14        | Brockhaus Konversations-Lexikon | Лейпциг             | 1901-1903                   | 16                                        | 1904                          | 1                                           |                  |                      |
| 14        | Brockhaus Konversations-Lexikon | Лейпциг             | 1908-1910                   | 17                                        | —                             | —                                           |                  |                      |
| 14        | Brockhaus Konversations-Lexikon | Лейпциг             | 1920                        | 17                                        | —                             | —                                           |                  |                      |
| 15        | Der Große Brockhaus             | Лейпциг             | 1928-1934                   | 20 (15800 с.)                             | 1935 1937                     | 1 (768 с.) Атлас                            | 200000           |                      |
| 15        | Der Große Brockhaus             | Лейпциг             | 1939                        | 1 (778 с.)                                | —                             | —                                           |                  |                      |
| 16        | Der Große Brockhaus             | Вісбаден            | 1952-1957                   | 12                                        | 1958 1960 1963 1967           | 1-й атлас 2-й 2-й (перероб.)                |                  |                      |
| 17        | Brockhaus Enzyklopädie          | Вісбаден            | 1966-1974                   | 20                                        | 1975-1981                     | 5                                           |                  |                      |
| 18        | Der Große Brockhaus             | Вісбаден            | 1977-1981                   | 12                                        | 1981-                         | 8                                           |                  |                      |
| 19        | Brockhaus Enzyklopädie          | Мангейм             | 1986-1994                   | 24                                        | 1995-1999                     | 9 атлас атлас (перероб.)                    |                  |                      |
| 20        | Brockhaus Die Enzyklopädie      | Мангейм             | 1996-1999                   | 24 (17000 с.)                             | 1999                          | 6                                           | 260000           | 35000                |
| 21        | Brockhaus Enzyklopädie          | Мангейм             | 2005-2006                   | 30 (24500 с.)                             | —                             | —                                           | 300000           | 40000                |